# Julio Moreno (Bolívar)
Julio Moreno, auch Julio E. Moreno, ist eine Ortschaft und eine Parroquia rural („ländliches Kirchspiel“) im Kanton Guaranda der ecuadorianischen Provinz Bolívar. Die Parroquia besitzt eine Fläche von 83,79 km². Die Einwohnerzahl lag im Jahr 2010 bei 2948. Die Bevölkerung besteht aus 62 Prozent Indigenen und aus 36 Prozent Mestizen.

## Lage
Die Parroquia Julio Moreno liegt in der Cordillera Occidental im Nordwesten der Provinz Bolívar. Das Gebiet liegt in Höhen zwischen 800 m und 3080 m.
Der Río Chimbo fließt entlang der östlichen Verwaltungsgrenze nach Süden und entwässert dabei das Areal. Der 3020 m hoch gelegene Hauptort befindet sich 3,3 km westlich der Provinzhauptstadt Guaranda.
Die Parroquia Julio Moreno grenzt im Norden an die Parroquia Guanujo, im Osten an Guaranda, im Südosten an die Parroquia Santa Fe, im zentralen Süden an die Parroquia La Asunción (Kanton Chimbo) sowie im Südwesten und im Westen an den Kanton Caluma.

## Orte und Siedlungen
In der Parroquia gibt es folgende Comunidades. Diese sind: Julio Moreno, Putzopamba, Silla Loma, Rodeo Pamba, Corral Pamba, Trancapungo, Chorroguayco, Cacchiyaco, Padre Urco, Moraspamba, Guantuycoto, Sumipamba, Monfas, Milagros, Cipini, Tablas Chico, Tablas Grande und Tablas la Esperanza.

## Geschichte
Ursprünglich gab es das Recinto Catanahuán Grande. Die Parroquia Julio Moreno wurde am 1. Mai 1929 gegründet (Registro Oficial N° 13). Namensgeber war  Julio Enrique Moreno Peñaherrera (1879–1952), jahrelang ein führender Politiker Ecuadors und schließlich im Jahr 1940 Präsident Ecuadors.